# Creu del Collell
La Creu del Collell és una creu de terme de Sant Miquel de Campmajor (Garrotxa) situada al costat de la carretera GIP-5244, prop del límit del terme de Sant Ferriol i del Santuari de Santa Maria de Collell.
La creu original fou erigida el 1718, destruïda el 1936 i reconstruïda el 1942. És una creu de pedra amb: un basament esglaonat en quatre graons octogonals; un peu en forma de creu, decorat amb uns motius en forma de creus en relleu col·locades dins un cercle; un fust circular; un nus circular, decorat amb estries inclinades; i la creu, que és de braços rectes. A l'anvers hi ha la crucifixió i al revers la mare de Déu, que reposa sobre una espècie de mènsula, amb el Nen. Els braços de la creu estan units per una motllura circular, a la qual li falta una de les quatre parts. Les figures sembles fetes de metall i són de factura moderna.
Entre el nus i la creu hi ha una motllura quadrangular amb quatre inscripcions: en un cantó hi diu 'Destruïda el 1936'; a un altre 'Reconstruïda el 1942'; a un tercer cantó posa 'Construïda el 1718; i al quart hi diu 'Donum Selles'.